# Adigék
Az adigék, más néven alsó cserkeszek vagy nyugati cserkeszek (önelnevezésük адыгэ / adüge vagy кIах / kah) Oroszország déli részén, a Kaukázus északnyugati és a Fekete-tenger északkeleti előterében, a Kubán folyása mentén, jellemzően Adigeföld (Адыгея) területén élő népcsoport. Számuk Adigeföldön 107 ezerre tehető (2000), de mintegy 130 ezer adige él Törökországban, s kisebb csoportjaik találhatóak Szíriában, Jordániában, Irakban, Izraelben, Németországban és az Amerikai Egyesült Államokban.
Egyes tudósok a cserkeszek nyugati csoportjaként tartják őket számon, de általában is gyakran azonosítják az adigéket a cserkeszekkel (ennek okait lásd a cserkesz népek szócikkben). Néprajzi szempontból az iszlám vallású adigéknek tíz nagyobb csoportja ismert: az abadzeh, beszlenej, zsanej, bzsedug, temirgoj, mahos, egeruhaj, hatukaj, natuhaj és sapszug adigéké. Termékeny földjeiken hagyományosan állattartással és erdőgazdálkodással, illetve az ezekre épülő bőrművességgel, fa- és bútoriparral foglalkoztak, hagyományos települési egységük az aul volt. Hagyományos férfi népviseletük az észak-kaukázusi népekre jellemző cserkeszka és egy adige subaféle, a burka, a gazdagon díszített női viselet jellemző darabja a selyem- vagy bársonykaftán. A 20. században megnövekedett a vidéken a szén- és olajbányászat jelentősége, Adigeföld jelentős iparosításon ment keresztül. Autonómiát élvező köztársaságuk, a közel 8 ezer négyzetkilométeres Adigeföld 1991-ben lett az orosz államszövetség tagja, de 2002-ben lakosságának 24%-a vallotta magát adigének.

## Nyelvük
Az adige nyelv a kaukázusi nyelvek abház-adige ágához tartozik a hozzá közel álló cserkesszel, a kabarddal, valamint az abházzal, az abazával és az ubihhal. A nyelvészek négy nagyobb adige nyelvjárást tartanak nyilván: az abadzehet, a bzsedugot, a sapszugot és a temirgojt. 1927-ig arab, 1938-ig latin betűs írást, azóta cirill ábécét használnak.

## Történetük
Az adigék mint saját identitással rendelkező, keresztény népcsoport a 13. században jelentek meg a történelem színpadán, s egyben történelmük fénykora is ekkorra tehető: ez időben szállásterületük a Kaukázus láncolatai és a Don folyó, a Fekete-tenger és a Sztavropoli-hátság közötti tájon húzódott. Élénk kereskedelmet űztek Bizánccal, az adige ló, méz és bőráruk keresett termékek voltak a birodalom piacain, de háremek számára is gyakran vittek szépségükről messze földön ismert adige nőket. Az adige férfiak harciasságukkal vívtak ki maguknak hírnevet, s megbecsült zsoldosok voltak birodalomszerte.
Az 1240-es években a mongolok rohanták le az adigéket, s a Bizánci Birodalommal fenntartott, addig gyümölcsöző kapcsolatok megszakadtak, s az adigék lakta terület a század végére Grúzia fennhatósága alá került. Később az adigék hegyi törzsei gyakran lázadtak fel uraik ellen, és kerültek összetűzésbe a krími tatárokkal, valamint más kaukázusi török népekkel: a karacsájokkal, a kumikokkal és a nogajokkal. Szövetségest keresve egyre szorosabb kapcsolatot alakítottak ki a mind hatalmasabb Oszmán Birodalommal, s a 16. századtól egyre erősebb lett a török befolyás. A 17. századra állandósuló orosz–török konfliktusok során az adigék azzal is bizonyították lojalitásukat, hogy nagy részük iszlám hitre tért át. 1774-ben azonban az oroszok végleg megvetették lábukat a vidéken, amelyet 1783-ban Oroszország hivatalosan is annektált, és a következő évtizedekben megtörte az adigék ellenállását. Miután a cári Oroszország a 19. században stabilizálta helyzetét a Kaukázus vidékén, az észak-kaukázusi népeknek 1864-ben felajánlották a lehetőséget: vagy orosz katonai ellenőrzés alatt álló területeken telepednek le, vagy Törökországba emigrálnak. Legtöbbjük – főként a muzulmán adigék – török földre távozott, s helyükre szláv népek (oroszok, ukránok) költöztek.
Az 1917-es októberi orosz forradalmat követően a Kaukázus muzulmán népei megalakították Észak-Kaukázust, s 1918 januárjában az adige fővárosban, Majkopban megalakult a szovjethatalom. Míg egyfelől a szocialista Észak-Kaukázus, másfelől a kubáni kozákok rivális államalakulata, a Kubáni Népköztársaság is igényt tartott Adigeföldre. Az adigék a bolsevikek pártjára álltak, s miután a vörösök 1920-ban kiverték a fehéreket a Kaukázus északi előteréből, cserében 1922-ben Krasznodar központtal megalakulhatott a közel 23 ezer négyzetkilométeres Adige Autonóm Terület, bár a mecseteket és medreszéket bezárta a szovjethatalom. Az adigék több ízben is hangot adtak elégedetlenségüknek és vallásszabadságot követeltek, mígnem 1936-ban autonómiájukat megnyirbálták, az immáron 8 ezer négyzetkilométeres Adigeföld határait újrarajzolták és fővárosául Majkopot jelölték ki.

## Az adige népesség száma
Az adigék száma az utolsó két orosz népszámlálás között stagnált. 2002-ben 128 528-an, 2010-ben 124 835-en jelölték meg az adige nemzetiséget. Adigeföld területén számuk 108 115-ről 107 048-ra módosult, az össznépességen belüli arányszámuk viszont 24,3%-ról 25,2%-ra növekedett. A Krasznodari határterületen számuk 15 821-ről 13 834-re csökkent. Ebben a közigazgatási egységben főleg Szocsi és Anapa környékén élnek.
Az adigék száma a 2010-es oroszországi népszámlálás szerint a következőképpen alakult körzetenként:
| Régió                    | Az adigék száma | Az adigék aránya |
| ------------------------ | --------------- | ---------------- |
| Adigeföld                | 107 048         | 25,2%            |
| Krasznodari határterület | 13 834          | 0,3%             |
| Moszkva                  | 569             | 0%               |
| Kabard- és Balkárföld    | 524             | 0,1%             |